# Halle Tony Garnier

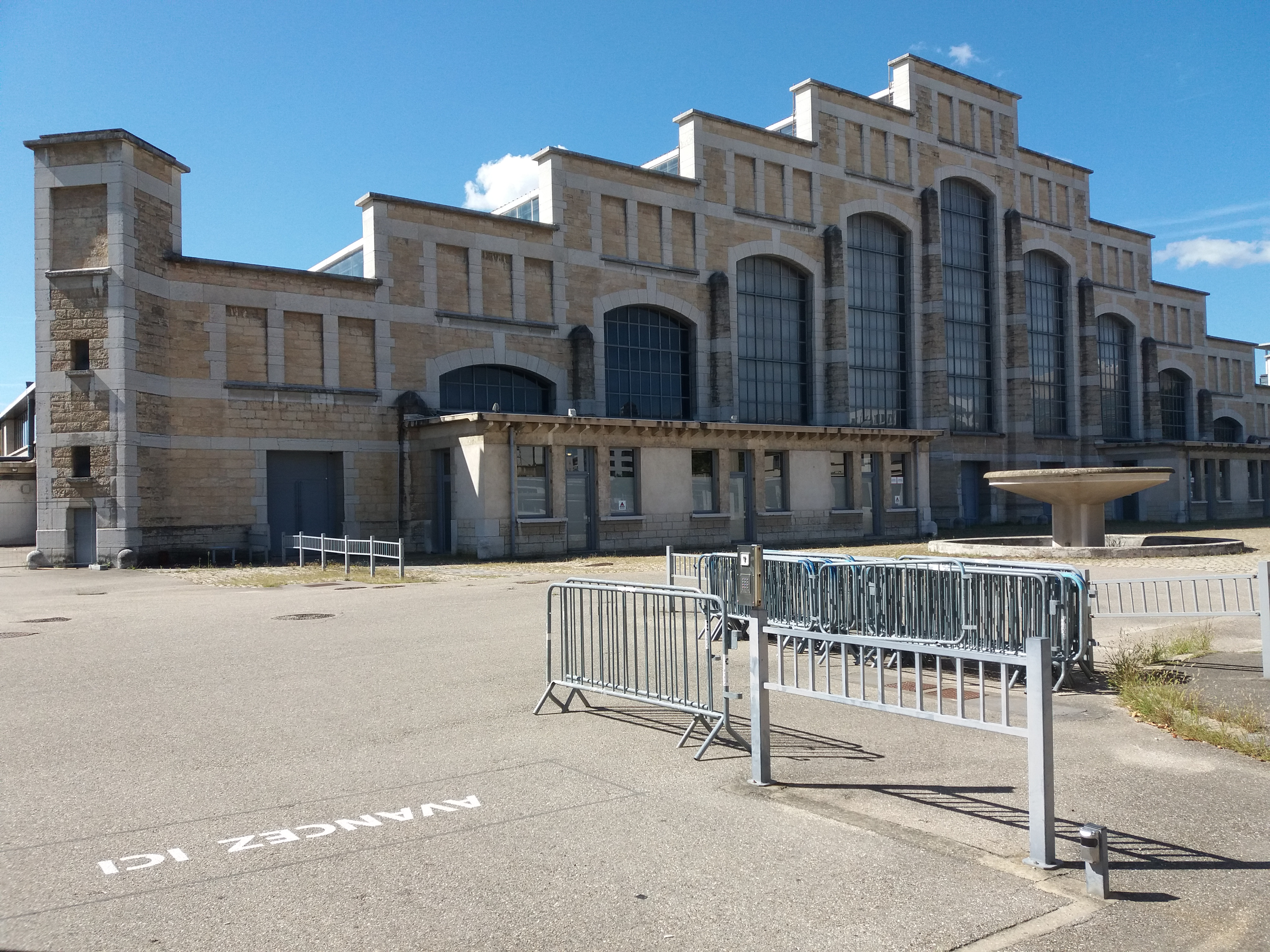
Halle Tony Garnier

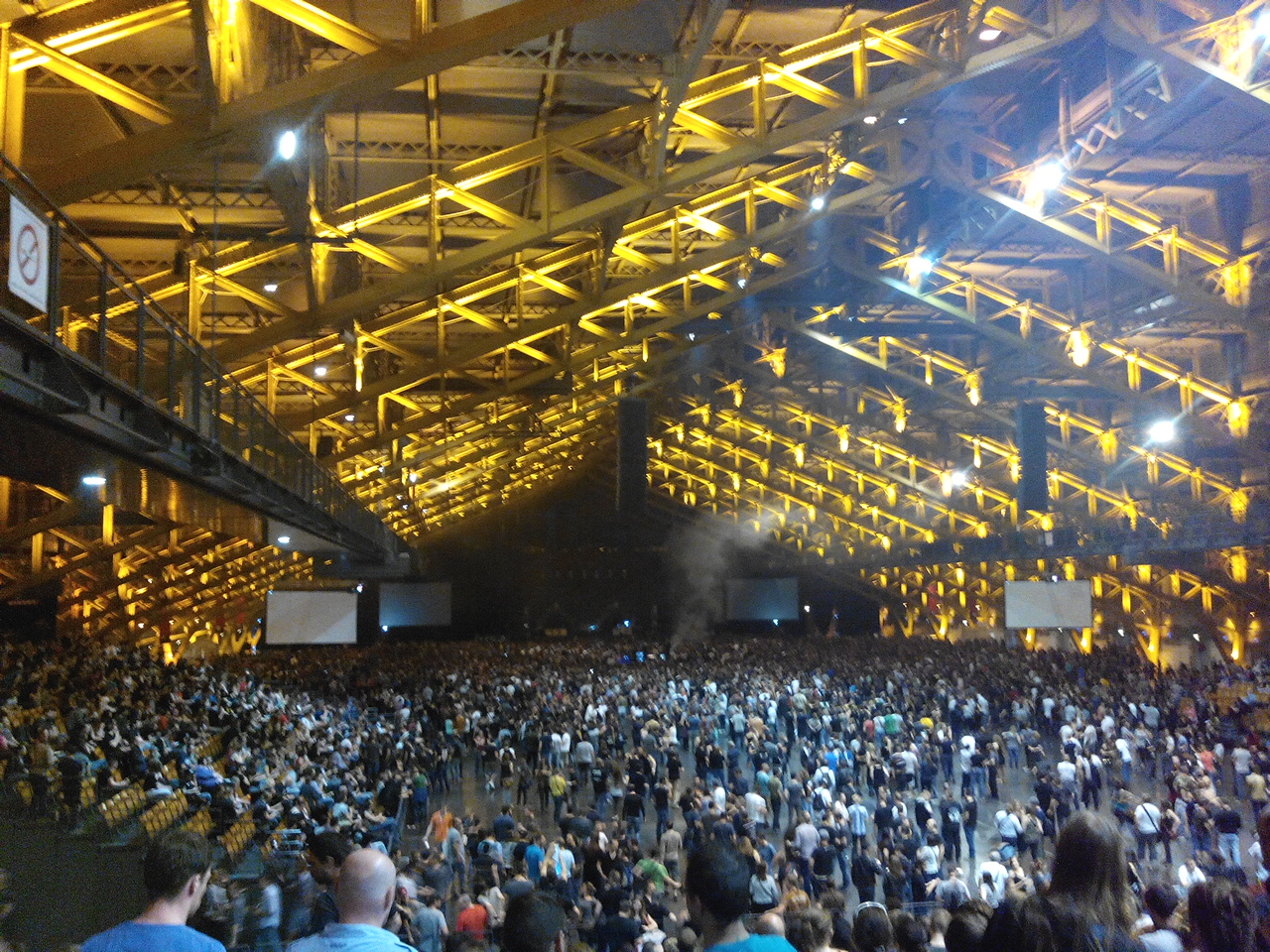
Konzert

Die Halle Tony Garnier ist eine Mehrzweckhalle in Lyon, Frankreich. Sie wurde nach Plänen des Architekten Tony Garnier als Viehmarkthalle erbaut und 1914 eröffnet.

## Geschichte
Die Halle wurde als Viehmarkt im damaligen Schlachthof La Mouche im 7. Arrondissement in Lyon erbaut. Sie wurde als freitragende Konstruktion aus 22 stählernen Dreigelenkbögen errichtet und überspannt eine Fläche von 210 mal 80 Metern. Durch das mehrfach abgetreppte Dach entstehen Fensterbänder, die sich auf beiden Seiten des Daches über die gesamte Länge der Halle ziehen und für eine großzügige Belichtung sorgen. Die Halle war Zentrum der Weltausstellung 1914, die kriegsbedingt unterbrochen wurde, danach wurde sie militärisch als Depot genutzt. 1928 begann der eigentliche Betrieb als Viehmarkt, der bis 1967 andauerte. Danach stand die Halle leer.
1975 wurde das Objekt zu einem Monument historique erklärt. Nach einer Sanierung wurde die Halle 1988 als Veranstaltungsort wiedereröffnet. Für Events fasst die Halle bis zu 17.000 Personen (unbestuhlt) oder 5.500 Personen (bestuhlt). Es finden Konzerte und Festivals, seltener Messen und Ausstellungen statt.